# 祇園信仰

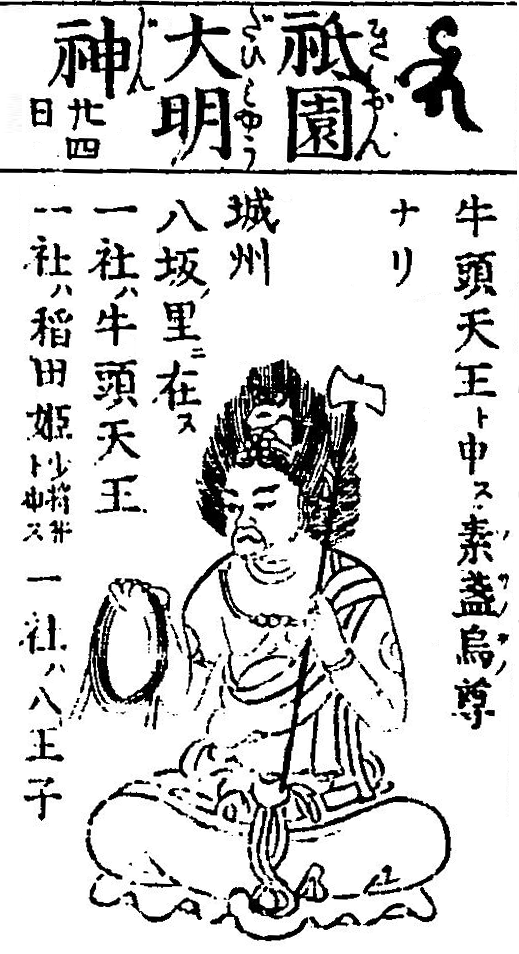
牛頭天王と素戔嗚尊の習合神である祇園大明神（仏像図彙 1783年）

祇園信仰（ぎおんしんこう）は、牛頭天王・スサノオに対する神仏習合の信仰である。明治の神仏分離以降は、スサノオを祭神とする神道の信仰となっている。京都の八坂神社もしくは兵庫県の広峯神社を総本社とする。
牛頭天王は元々は仏教的な陰陽道の神で、一般的には祇園精舎の守護神とされる。『簠簋内伝』の記述が著名である。中国で道教の影響を受け、日本ではさらに神道の神であるスサノオと習合した。これは牛頭天王もスサノオも行疫神（疫病をはやらせる神）とされていたためである。本地仏は薬師如来とされた。
平安時代に成立した御霊信仰を背景に、行疫神を慰め和ませることで疫病を防ごうとしたのが祇園信仰の原形である。その祭礼を「祇園御霊会（御霊会）」といい、10世紀後半に京の市民によって祇園社（現在の八坂神社）で行われるようになった。祇園御霊会は祇園社の6月の例祭として定着し、天延3年には朝廷の奉幣を受ける祭となった。この祭が後の祇園祭となる。山車や山鉾は行疫神を楽しませるための出し物であり、また、行疫神の厄を分散させるという意味もある。中世までには祇園信仰が全国に広まり、牛頭天王を祀る祇園社あるいは牛頭天王社が作られ、祭列として御霊会（あるいは天王祭）が行われるようになった。
明治の神仏分離令で、神社での仏式の行事が禁止され、また、祭神の名や社名に「牛頭天王」「祇園」のような仏教語を使用することが禁止されたことから、祇園社・牛頭天王社はスサノオを祀る神社となり、社名を改称した。総本社である京都の祇園社は、鎮座地の地名から八坂神社とされた。その他の神社では、京都にならった八坂神社のほか、祭神の名前から素盞嗚神社・素戔嗚神社、かつての社名から祇園神社、また地名を冠したものや牛頭天王を祀る以前の旧社名などに改称した。
牛頭天王・スサノオに対する信仰のうち、津島神社（愛知県津島市）を中心に東海地方に広まった信仰を津島信仰（つしましんこう）と呼ぶ。
同じスサノオに対する信仰には、氷川神社（埼玉県さいたま市大宮区）を中心に関東地方に分布する氷川信仰もあるが、牛頭天王信仰ではなく、祇園信仰とは根本が異なっている。

## 祇園信仰の神社

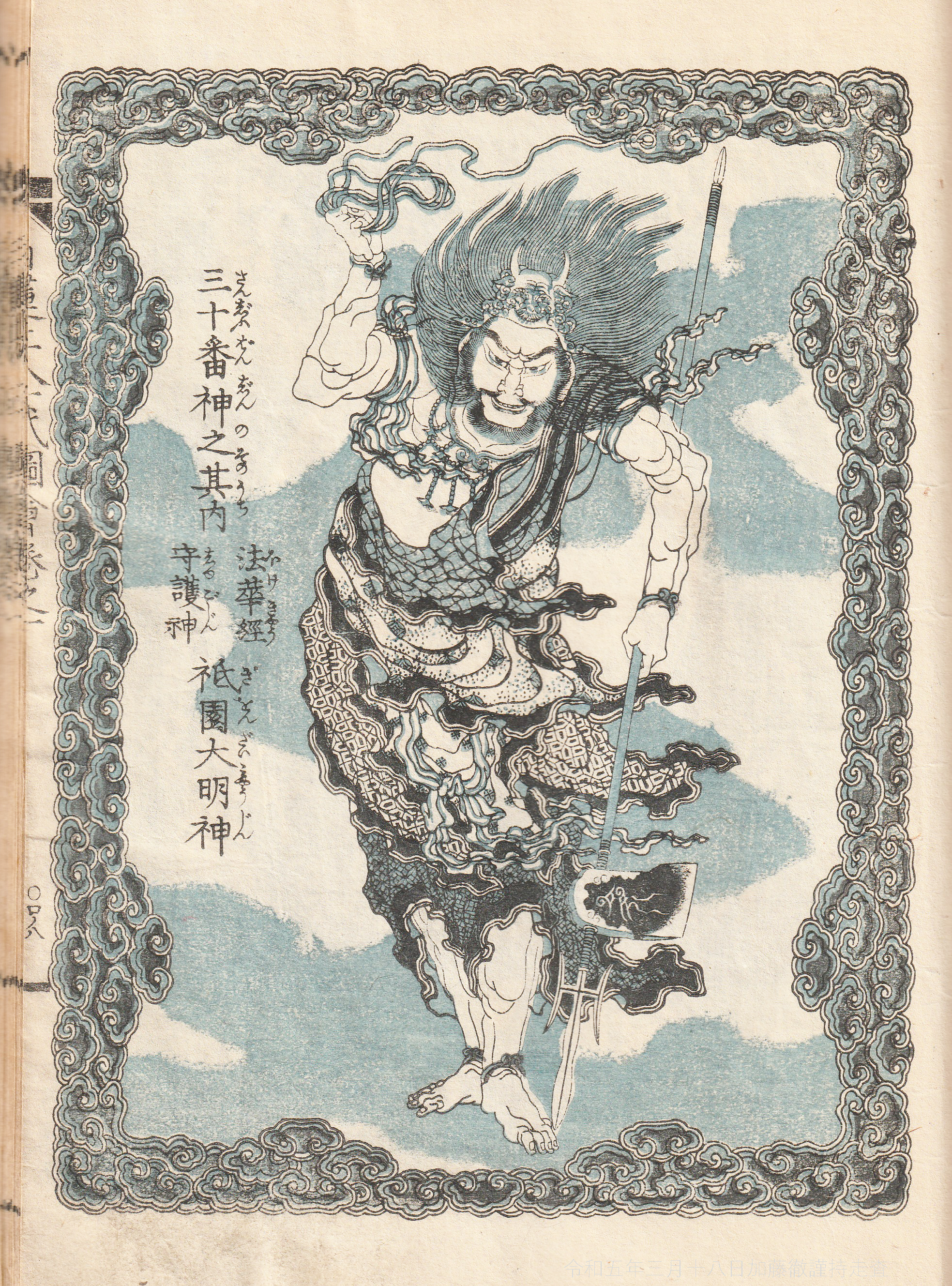
祇園大明神　葛飾為斎・画

京都祇園の八坂神社と本社とする場合は、八坂神社(八阪神社)、弥栄神社、祇園神社、感神社と称し、播磨の広峯神社を本社とする場合は、広峯神社（広峰神社）、素盞嗚神社（素戔嗚神社）と称し、出雲の須佐神社を本社とする場合は、八雲神社と称し、出雲の須我神社を本社とする場合は、須賀神社と称し、愛知の津島神社を本社とする場合は、津島神社、天王神社と称する傾向にある。ただし、例外も多く、強く体系化されているわけではない。津島神社は津島信仰として祇園信仰の中でも独自の位置づけにある。このほか、氷川神社や熊野神社もスサノオを祭神とするが、祇園信仰との関連は非常に薄く、出雲の須佐神社も祇園信仰との関わりは薄い。
- 八坂神社系統：八坂神社(八阪神社)、弥栄神社、祇園神社、感神社、彌劔神社(八剣神社)
- 広峰神社系統：広峯神社（広峰神社）、素盞嗚神社（素戔嗚神社）
- 須佐神社系統：須佐神社、八雲神社
- 須我神社系統：須賀神社
- 津島神社系統：津島神社、天王神社
- (参考)氷川神社、熊野神社

神社の一覧は各項目を参照。